# De Engelbewaarder (jeugdtijdschrift)
De Engelbewaarder was een Nederlands kindertijdschrift voor leerlingen van rooms-katholieke lagere scholen. Het blad bestond van eind 19e eeuw tot 1958.

## Geschiedenis
Een voorloper van dit tijdschrift bestond sinds 1885, en het werd tot 1893 uitgegeven in Maastricht en Grave. Vanaf dat jaar werd het gedrukt in de Drukkerij van het RK Jongensweeshuis (RKJW) te Tilburg, dat geleid werd door de Fraters van Tilburg en de voorloper was van de in 1959 gestarte Uitgeverij Zwijsen.
In 1909 beliep de oplage 17.000, en in de topjaren werd een oplage van 28.000 bereikt. Een groot deel van de bestaansduur, van 1893 tot 1942, was frater Jos.M. Reynders redacteur van het kindertijdschrift.
Het blad, dat verdeeld werd via de scholen, bevatte vervolgverhalen, raadseltjes en een brieven- en vragenrubriek, vaak van zeer katholieke strekking. De vervolgverhalen werden gewoonlijk later in boekvorm uitgegeven door genoemde drukkerij. Het bekendste vervolgverhaal was Puk en Muk.
Oorspronkelijk was De Engelbewaarder bedoeld voor kinderen vanaf negen jaar. Later kwamen er drie edities voor de opvolgende leeftijdsgroepen tot en met het begin van het voortgezet onderwijs.
In 1958 werd de uitgave overgenomen door Drukkerij De Spaarnestad te Haarlem. Door dezelfde uitgever uitgegeven tijdschriften als  Taptoe namen het nog korte tijd als bijlage op, waarna De Engelbewaarder geheel van het toneel verdween.